# 平野製作所 (愛知県)
平野製作所（ひらのせいさくしょ）はかつて日本に存在したモペッド、スクーター、織機、アイスクリームストッカー等を製造するメーカー。

## 沿革
- 1920年2月に愛知県名古屋市中川区に織物機械のメーカーとして創業。（1940年7月に株式組織に変更。）
- 1930年代に入るとオート三輪の製造にも少数ではあるが着手している。
- 1953年にスクーターの製造も始め、ヒラノポップC28-60を発表。
- 1954年にはC28-60のモデルチェンジであるC29-60と100ccのヒラノポップ100を販売した。
- 1955年にはヒラノポップポニーCP、ヒラノモペットST1を販売した。
- 1956年には165ccのヒラノポップ165と121ccのヒラノポップマンリーCMを販売。
- 1957年には121ccのヒラノマンリーFNと80ccのヒラノポップポニー80を販売。
- 1958年にはヒラノポップマンリーFNの一部の車種にバッテリーフラッシャーを追加。
- 1959年にはヒラノポップマンリーFNの標準装備とした。
- 1960年には175ccのヒラノポップマンリーFEの他、フランス、バルモビルスクーターを参考に海外輸出用として生産した日本初の折り畳みスクーター、ヒラノバルモビル50を発売した。
- 1961年10月には名証2部に上場。その後繊維業不況が起こったため資金繰りが悪化し、1962年10月に銀行取引停止処分を受けて倒産。